# Fannia losgateados
Fannia losgateados är en tvåvingeart som beskrevs av Dominguez 2007. Fannia losgateados ingår i släktet Fannia och familjen takdansflugor. Inga underarter finns listade i Catalogue of Life.